# سين كميل
سين كميل أو سين-گاميل (مكتوبة بالالأكدية: 𒀭𒂗𒍪𒂵𒈪𒅋: كان ملكًا أموريًا لمدينة الوركاء في القرن الثامن عشر قبل الميلاد، خلال فترة إيسين ولارسا. وهو ابن سين-إريبام، وخلفه أخوه إيلوم-گاميل.
يُعرف سين-گاميل أيضًا من أحد ألواح الإهداء الخاصة به.
كان ابنه هو سالم-پالح-مردوخ، ووفقًا لأختامهم كانت آلهتهم مردوخ وشمش.
تكوّنت سلالة ملوك الوركاء في مطلع الألفية الثانية قبل الميلاد من الحكام التاليين تقريبًا بالترتيب الزمني: أليلا-هادوم، سومو-بينا‌سا، نارام-سين الوركائي، سين-كاشيد، سين-إريبام، سين-گاميل، إيلوم-گاميل، أن-أم، إردانيني، ريم-أنوم، ونابي-إليشّو.
لا ينبغي الخلط بين هذا الحاكم وسين-گاميل ابن سين-سِمي، الذي حكم مدينة دينياتوم في نفس فترة زمري-ليم ملك ماري.

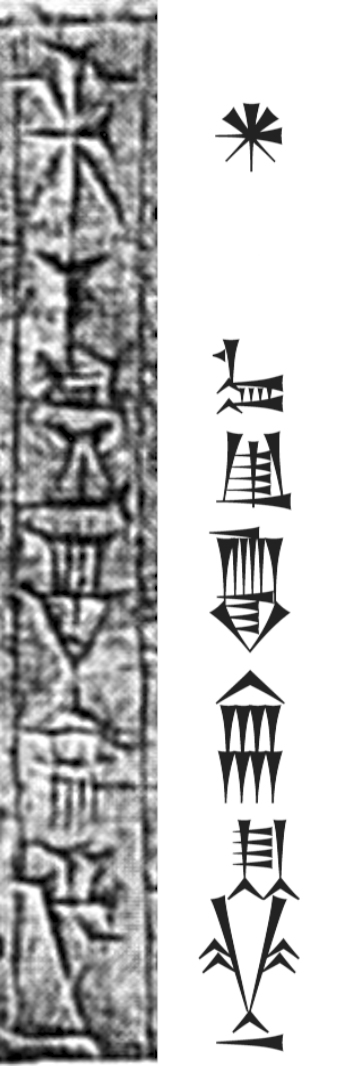
اسم "سين-گاميل" على لوح إهداء، بالخط المسماري السومري-الأكدي المعياري
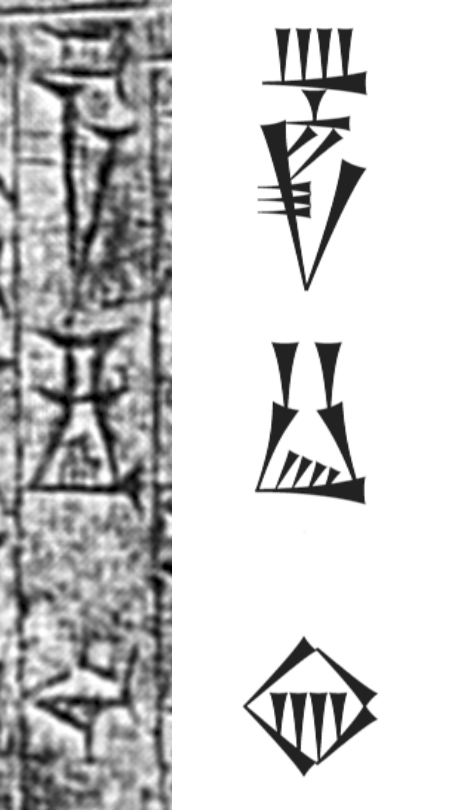
النقش لوغال𒀕𒆠، لوغال Unugki، "ملك الوركاء" على لوح سين-گاميل.